# Colistina
La colistina (nota anche come polimixina E o colistimetato) è un antibiotico polimixinico prodotto da alcuni ceppi di Bacillus polymyxa var. colistinus. La colistina è una miscela di polipeptidi ciclici di colistina A e B. La colistina è efficace contro la maggior parte dei batteri Gram-negativi e viene solitamente utilizzata come antibiotico polipeptidico.
La colistina è un farmaco vecchio di decenni che è caduto in disuso a causa della sua elevata nefrotossicità, restando comunque uno degli antibiotici di ultima scelta da utilizzare nei casi di infezioni da parte di Pseudomonas aeruginosa, Klebsiella pneumoniae e Acinetobacter multiresistenti.
Gli enterobatteri del tipo New Delhi metallo-beta-lactamase, inoltre, hanno dimostrato sensibilità a questo antibiotico.

## Storia
La colistina fu inizialmente isolata nel 1949 da una fiasca di batteri fermentanti da un ricercatore giapponese di nome Suzuki da culture di Bacillus polymyxa varietà colistinus.

## Forme
Ci sono due forme di colistina disponibili in commercio: la colistina solfato e il colistimetato sodico (colistina sodio metansolfonato). La colistina è cationica sotto forma di sale solfato, mentre il colistimetato è un anione.
- Il colistimetato sodico viene utilizzato per trattare le infezioni da parte di Pseudomonas aeruginosa specialmente in pazienti affetti da fibrosi cistica e da ceppi di Acinetobacter resistenti ad altri tipi di antibiotici, tuttavia, sono stati individuati ceppi resistenti anche alla colistina.[5][6] In alcuni casi il colistimetato sodio è stato anche somministrato per via intratecale e intraventricolare in pazienti affetti da meningite o ventricolite sostenute da Acinetobacter baumanii e Pseudomonas aeruginosa.[7][8][9][10] Alcuni studi hanno indicato che la colistina può essere utile per il trattamento di infezioni causate da ceppi resistenti ai carbapenemi di Acinetobacter baumannii.[6] Il colistimetato sodico è una forma proattiva del farmaco e viene prontamente idrolizzata in una varietà di derivati attivi metansolfonati.
- La colistina solfato è molto stabile e può essere usata per il trattamento di infezioni intestinali sostenute da batteri Gram-negativi, o per l'abbattimento della flora intestinale a livello del colon. La colistina solfato è utilizzata anche sotto forma di creme, polveri e soluzioni otorine.

## Meccanismo di azione
La colistina è un policatione e presenta domini sia idrofili sia lipofili. Queste regioni policationiche interagiscono con la membrana batterica esterna, alterandone la struttura soprattutto attraverso l'interazione con il lipopolisaccaride. Le regioni idrofobiche e idrofile interagiscono con la membrana citoplasmatica come un detergente, solubilizzando la membrana in ambiente acquoso.
La colistina ha un'attività battericida su molti batteri gram- aerobi come Pseudomonas, Klebsiella, Moraxella, Enterobacter… .
I batteri del genere Proteus, Serratia, Providencia, Bacterioides sono peraltro sempre resistenti.

## Dosaggio
Il dosaggio della forma iniettabile viene indicato come:
- 50.000 U/kg/die in 2-4 somministrazioni per pazienti con normale funzionalità renale;
- 25.000-30.000 U/kg/die per bambini, anziani o pazienti con ridotta funzionalità renale.

La dose massima iniettabile è di 100.000 U/kg/die con una terapia di durata non superiore a 10 giorni.
La colistina è stata usata in combinazione con la rifampicina, vi sono evidenze in vitro di un'azione sinergica dei due farmaci, e la combinazione è stata usata con successo nei pazienti. Vi sono anche prove in vitro di sinergia per il colistimetato sodico utilizzato in combinazione con altri antibiotici contro Pseudomonas.
La forma nebulizzabile (Promixin) è utilizzata per il trattamento diretto delle infezioni polmonari, soprattutto nei casi di fibrosi cistica, con cicli di trattamento giornalieri a 1-2.000.000 U.

## Effetti collaterali
L'effetto collaterale più evidente è la nefrotossicità. Provoca inoltre parestesie degli arti, vertigini e ipotonia.